# スピードマスター (漫画)
『スピードマスター』は、岸虎次郎による日本の漫画作品。『ヤングチャンピオン』（秋田書店）にて2007年No.11から同年No.18まで連載された。また、これを原作とした同名映画が2007年に公開された。

## あらすじ
アジアの小国にある小さな町。そこでは夜な夜な若者たちがチューニングカーで集まり、ストリート・レースに熱を上げていた。そうした行為を支えるチューニングショップに人が集まるのもまた必然であったが、小さな自動車修理工場「桜井モータース」を営む桜井辰二は、その腕前があるにもかかわらず、頑としてチューニングを行おうとしなかった。しかし、一人娘の桜井まひろは父の方針に反対で、チューニングを請け負うことで店の評判を上げたいと考えていた。
そんなある日、まひろは、チューニングの参考のために有力な走り屋の1人である黒咲勇弥のRX-7を無断で撮影した事で、彼の部下に取り囲まれて因縁をつけられていた。そこに1人の男が割って入り、まひろを助ける。その男…赤星颯人は当てもなく様々な町を渡り歩く旅人だったが、車の知識・テクニックはずば抜けたものを持っていた。それを知ったまひろは、桜井モータースで働いてくれるように颯人に頼み込む。最初は消極的だった颯人だが、徐々に店の一員として溶け込んでいき、桜井モータースは次第に客足が伸びていく。
これを快く思わない黒咲は颯人、そして桜井モータースを潰そうと姦計を巡らせる。そんな中で颯人の衝撃の過去が明らかになっていくのだった。

## 登場人物
赤星颯人（あかぼし はやと）
当てもなく様々な町を渡り歩いている男。しかしながら車のチューニングセンスとドライビングテクニックはずば抜けており、その腕を買われて桜井モータースで働くことになる。
桜井まひろ（さくらい まひろ）
桜井モータースの一人娘。黒咲に絡まれたことがきっかけで赤星と出会い、彼を店のスタッフとして引き入れる。
桜井辰二（さくらい たつじ）
桜井モータースの店主。病のために失明寸前で、もはや1人ではまともな仕事が出来ない状態に陥っているが、頑として人の手を借りず、昔ながらの商売方法を変えようとしない。そのために何人もの従業員を短期間で解雇しており、赤星を雇うことにも最初は反対していた。映画版では失明こそしていないものの体が不自由な状態となっており自ら車を整備するのが困難な状態となっている。
黒咲勇弥（くろさき ゆうや）
市長の息子で、大手チューニングショップの経営者。金に物を言わせて様々なパーツで武装したRX-7を駆る男で、傲慢な性格。まひろに絡んだ一件以来、桜井モータースと赤星を目の敵にし、様々な策を弄して潰そうと画策する。

## 書誌情報
- 岸虎次郎 『スピードマスター』 秋田書店〈ヤングチャンピオンコミックス〉、全1巻
  1. 2007年9月7日発売 ISBN 978-4-253-14702-6

## 映画
2007年に中村俊介主演で映画化。上映時間は96分。一部設定の変更がある他映画限定のキャラクターとして青葉竜之介が登場する。
キャスト
- 赤星颯人：中村俊介
- 黒咲勇弥：内田朝陽
- 桜井まひろ：北乃きい
- 青葉竜之介：中山祐一朗
- 大道寺リオ：蒲生麻由
- ブライザッハ・グートマン：鮎貝健
- 黒咲光造：鈴木慶一
- 桜井辰二：大友康平
- 麻子：阿井莉沙
- 伝説のレーサー：脇阪寿一 （特別出演）
- その他：佐久間麻由、安藤あいか、田浦リオ　ほか

スタッフ
- 原作：岸虎次郎
- 監督： 須賀大観
- 脚本：木田紀生
- 音楽：ken sato、池頼広
- 企画：辻畑秀生
- 撮影：鍋島淳裕
- 美術：野尻郁子
- 編集：原正之
- 照明：三上日出志
- 録音：古谷正志
- 助監督：岡秀樹
- トータルカーアドバイザー：井上憲一
- VFXスーパーバイザー：住田永司
- VFX・CG：ダイナモピクチャーズ、ナイス・デー、ジーニーズアニメーションスタジオ、デジタルキッド、CADセンター、Too
- カーバトル監督：江良圭
- 操演・特殊効果：岸浦秀一
- カースタント：海藤幸広
- ドリフトアクション：三浦大悟、三浦亮
- ボディアクション：大道寺俊典、村井貴美子
- スタジオ：日活撮影所
- 技術協力：オムニバス・ジャパン、ナックイメージテクノロジー
- 製作者：熊澤芳紀
- プロデューサー： 柴田一成、柳原祥広、片嶋一貴
- アソシエイトプロデューサー： 門馬直人、安藤光造
- 製作協力：博報堂DYメディアパートナーズ
- 製作プロダクション：ドッグ・シュガー

主題歌
- 「SPEED MASTER」（m.o.v.e feat 8-BALL）
- 「SPEED MASTER」（8-BALL feat m.o.v.e）

※ 2曲ともに別の曲で上段がm.o.v.eの曲、下段が8-BALLの曲としてリリースされている。